# Castell Stubenberg
El castell Stubenberg és un monument històric de Săcueni, Bihor (Romania). La construcció del castell es va iniciar a finals del segle xviii i es va acabar a principis del segle xix.
El castell pertanyia originalment a la Casa Reial dels Habsburg, que el va oferir a J. Dietrichstein, conseller de l'Imperi Austrohongarès. El 1830 es va vendre a la família Stubenberg.
Actualment pertany a l'Estat romanès. Abans funcionava com a institut "Petõfi Sándor" fins al 2008.